# 谷口夕佳
谷口 夕佳（たにぐち ゆか、1994年8月19日 - ）は、日本のアイドル、タレント。関ガール、The Theのメンバーであり、ヤンチャン学園KANSAI（1期生）の元メンバーでもある。愛称はゆかめろ。所属事務所はシンフォニア。兵庫県神戸市出身。

## 経歴
AKB48に憧れていた時に、事務所からスカウトされ、芸能界デビュー。2014年に、「問題のない私たち」にて初舞台を踏む。2015年に、洛西ケーブルビジョン（RCV京都）の番組『UP!アップ!関ガール　シーズン2』内で結成されたアイドルユニット関ガールに加入。2017年3月に、ヤンチャン学園KANSAIオーディション合格、1期生として加入。同年4月23日に、ステージデビューを果たす。同年11月1日には、関ガールとしてYouTuberデビューも果たす。

## 人物
- 2017年に関西大学卒業。
- ヤンチャン学園KANSAIでの担当カラーは黄色。
- チャームポイントは、手首と足首が細いこと。
- 趣味は読書（好きな作家は湊かなえ、西加奈子、東野圭吾）、映画観賞（好きな映画は『(500)日のサマー』、『ティファニーで朝食を』、湊かなえの作品全部、ミステリー全般、サスペンス全般）、競馬（好きな騎手はクリストフ・パトリス・ルメール）、旅行（国内では年に1回必ずディズニーに行く、海外は韓国、グアム、バリを旅行済み）、1人ラーメン。
- 特技はプリン一気飲み、足ツボコーラ、書道8段。
- 好きなスポーツは、中学までしていたバドミントン。
- 好きな食べ物はプリン、ホタテ、ラーメン、海鮮類全般、明太子、堅あげポテト、寿司、モンブラン、ソフトクリーム、醤油せんべい。
- 好きな飲み物はスタバのホワイトモカ、カフェラテ。
- 嫌いな食べ物はない（ゲテモノなどを除く）。ゆで卵は嫌いであったが、京都でモーニングのメニューとして出た際に食べてみて克服済み。
- 苦手なものはお化け。
- 好きなアイドルは渡辺麻友、佐藤亜美菜、白石麻衣。
- 憧れのタレントは指原莉乃。
- 好きな歌手は48グループ（特にAKB48、NMB48）、浜崎あゆみ、加藤ミリヤ、大塚愛、back number、片平里菜、初音ミク。
- カラオケでよく歌う曲はAKB48の「チームB推し」、レベッカの「フレンズ」、浜崎あゆみの「Dearest」、「SEASONS」など。
- 好きな動物は犬。ワンちゃんを飼うのが夢。昔は熱帯魚を飼っていた。
- 毎日欠かさず行うルーティンは、朝起きてヤクルトを飲む、入浴剤を入れて半身浴、寝る時に蒸気でホットアイマスク。

## 出演

### テレビ番組
- UP!アップ!関ガール シーズン2（洛西ケーブルビジョン） - レギュラー出演中
- たかじんNOマネー〜人生は金時なり〜（テレビ大阪）
- ビーバップ!ハイヒール（朝日放送テレビ）
- ナニコレ珍百景（テレビ朝日）
- ちゃちゃ入れマンデー（関西テレビ）
- お笑いワイドショー マルコポロリ!（関西テレビ） - 再現VTR
- 婚活応援バラエティ 恋するオトメ（毎日放送）

### 雑誌
- ヤングチャンピオン 2017年 No.12（秋田書店） - コラム[4]
- 別冊ヤングチャンピオン 2018年新年2月号（秋田書店） - センターグラビア

### 舞台
- STRAYDOG「問題のない私たち[5]」（2014年8月2日 - 4日、HEP HALL） - C組
- STRAYDOG「心は孤独なアトム[6]」大阪公演（2015年11月14日 - 15日、ABCホール） - 星組 メルモ 役

## 音楽

### ライブ
- ヤンチャン学園KANSAI「定期公演」実施中

### CD
- ヤンチャン学園 音楽部 1stアルバム『THE BEST 2014-2017』（2017年12月13日発売）